# Metaphycus ferinus
Metaphycus ferinus är en stekelart som beskrevs av Annecke och Mynhardt 1972. Metaphycus ferinus ingår i släktet Metaphycus och familjen sköldlussteklar. Inga underarter finns listade i Catalogue of Life.